# Festiwal Weselnych Przebojów
Festiwal Weselnych Przebojów to polski festiwal weselny organizowany przez Telewizje Polsat oraz Word Media Roberta Klata od 2016 roku w Amfiteatrze Mrągowo nad jeziorem czos .

### Prowadzący
| Prowadzący          | Edycja festiwalu | Edycja festiwalu | Edycja festiwalu | Edycja festiwalu | Edycja festiwalu | Edycja festiwalu | Edycja festiwalu | Edycja festiwalu | Edycja festiwalu | Edycja festiwalu |
| Prowadzący          | 1.               | 2.               | 3.               | 4.               | 5.               | 6.               | 7.               | 8.               | 9.               | 10.              |
| ------------------- | ---------------- | ---------------- | ---------------- | ---------------- | ---------------- | ---------------- | ---------------- | ---------------- | ---------------- | ---------------- |
| Elżbieta Romanowska | ●                | ●                | ●                | ●                | ●                | ●                | ●                | ●                | ●                | ●                |
| Rafał Maserak       | ●                | ●                | ●                | ●                | ●                | ●                | ●                | ●                | ●                | ●                |

### Para Młoda
| Para Młoda                | Edycja festiwalu | Edycja festiwalu | Edycja festiwalu | Edycja festiwalu | Edycja festiwalu | Edycja festiwalu | Edycja festiwalu | Edycja festiwalu | Edycja festiwalu | Edycja festiwalu |
| Para Młoda                | 1.               | 2.               | 3.               | 4.               | 5.               | 6.               | 7.               | 8.               | 9.               | 10.              |
| ------------------------- | ---------------- | ---------------- | ---------------- | ---------------- | ---------------- | ---------------- | ---------------- | ---------------- | ---------------- | ---------------- |
| Elżbieta Romanowska       | ●                | ●                | ●                |                  |                  |                  |                  | ●                |                  | ●                |
| Rafał Maserak             | ●                | ●                | ●                |                  |                  |                  |                  | ●                |                  | ●                |
| Marcelina Zawadzka        |                  |                  |                  |                  |                  |                  |                  |                  | ●                |                  |
| Stanisław Karpiel-Bułecka |                  |                  |                  |                  |                  |                  |                  |                  | ●                |                  |
| Olga Łasak                |                  |                  |                  |                  |                  |                  | ●                |                  |                  |                  |
| Michał Koterski           |                  |                  |                  |                  |                  |                  | ●                |                  |                  |                  |
| Ewelina Wojtak            |                  |                  |                  |                  |                  | ●                |                  |                  |                  |                  |
| Andrzej Kozłowski         |                  |                  |                  |                  |                  | ●                |                  |                  | ●                |                  |
| Klaudia Halejcio          |                  |                  |                  |                  | ●                |                  |                  |                  |                  |                  |
| Łukasz Żak                |                  |                  |                  |                  | ●                |                  |                  |                  |                  |                  |
| Hanna Żudziewicz          |                  |                  |                  | ●                |                  |                  |                  |                  |                  |                  |
| Krzysztof Hanke           |                  |                  |                  | ●                |                  |                  |                  |                  |                  |                  |

1. ↑  W 9 edycji festiwalu jako wodzirej drugiego dnia